# Mesosaure
El mesosaure (Mesosaurus) és un gènere extint de rèptil anàpsid que visqué al període Permià. Feia entorn d'1 metre.
Mesosaurus fou un dels primers rèptils a retornar a l'aigua, de la qual els seus antecessors amfibis procedien.

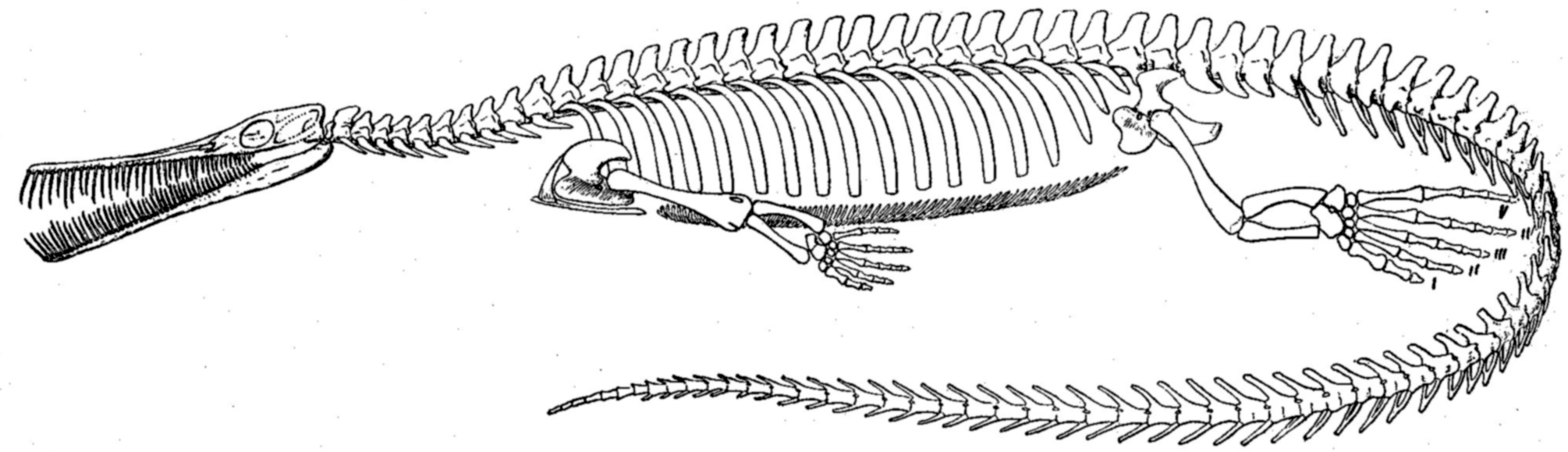
Esquelet de mesosaure